# Алі Беншейх
Алі Беншейх (араб. علي بن شيخ, нар. 9 січня 1955, Ель-Мхір) — колишній алжирський футболіст, що грав на позиції півзахисника.
Виступав, зокрема, за клуб «МК Алжир», а також національну збірну Алжиру.

## Клубна кар'єра
У дорослому футболі дебютував 1973 року виступами за команду клубу «МК Алжир», кольори якої і захищав майже протягом усієї своєї кар'єри гравця, що тривала цілих шістнадцять років. За цей час виграв низку національних та міжнародних трофеїв. Лише у сезоні 1979/80 грав за «ДНК Алжир», а у сезоні 1986/87 — за «ЖСМ Шерага». 

## Виступи за збірну
1977 року дебютував в офіційних матчах у складі національної збірної Алжиру. Протягом кар'єри у національній команді, яка тривала 9 років, провів у формі головної команди країни 25 матчів, забивши 4 голи.
У складі збірної був учасником чемпіонату світу 1982 року в Іспанії. Того ж року взяв участь і у Кубку африканських націй,  на якому алжирці зайняли четверте місце.

## Тренерська кар'єра
Після завершенні ігрової кар'єри, у 1996-1997 роках тренував «МК Алжир».

## Досягнення
- Чемпіон Алжиру: 1975, 1976, 1978, 1979
- Володар Кубка Алжиру: 1973, 1976, 1983
- Володар Кубка африканських чемпіонів: 1976
- Володар Кубка володарів Кубків Магрибу: 1974
- Переможець Всеафриканських ігор: 1978